# Adam Ondra
Adam Ondra (føt 5. februar 1993) er en tjekkisk professionel klippeklatrer, der er specialiseret i sportsklatring og bouldering. Tidsskriftet Rock & Ice beskrev i 2013 Ondra som et vidunderbarn og den dygtigste klatrer i sin generation. Ondra er den eneste mandlige atlet, der har vundet World Championship titler i begge discipliner samme år (2014), og han er også den eneste mandlige atlet, der har vundet World Cup-serien i begge discipliner (sportsklatring i 2009, 2015 og 2019, og bouldering i 2010).
Ondra begyndte at klatre i en alder af 6 år. Da han var 13 klatrede han sin første 9a-rute. I 2011 rapporterede Rock & Ice at Ondra "onsightede håndfulde af 5.14c’ere", og i 2013 havde "mere eller mindre gentaget alle svære ruter i verden — med lethed". I november 2018 havde Ondra klatret 1550 ruter med en sværhedsgrad på mellem 8a og 9c, hvoraf én var 9c, tre var 9b+ og tre var 9a som han klatrede onsight.
Ondra er den første klatrer, der har redpointet en rute med den foreslåede sværhedsgrad 9c (Silence, 3. september, 2017), den første klatrer der har redpointet en rute med en foreslået sværhedsgrad på 9b+ (Change, 4. oktober, 2012), den første der har flashet en 9a+ rute (Supercrackinette, 10. februar, 2018), og den anden til at have klatret en 9a rute onsight (Cabane au Canada, 9. juli, 2013). Ifølge The Economist bliver Ondra "betragtet som muligvis den bedste klatrer der nogensinde har kærtegnet klipper".